# Abdollah Mojtabavi
Sayed Abdollah Mojtabavi (pers. سید عبدالله مجتبوی; ur. 4 stycznia 1925 w Teheranie, zm. 13 stycznia 2012 tamże) – irański zapaśnik walczący w stylu wolnym. Brązowy medalista olimpijski z Helsinek 1952, w kategorii 73 kg.
Brązowy medalista mistrzostw świata w 1951. Wicemistrz Europy w 1949 roku.